# El Trébol
El Trébol – miasto w Argentynie w prowincji Santa Fe.
W 2010 roku miasto liczyło 11,0 tys. mieszkańców.